# وی۳۵۲ ارابه‌ران
وی۳۵۲ ارابه‌ران یک ستاره است که در صورت فلکی ارابه‌ران قرار دارد.